# Coupe des Amériques féminine espoirs de hockey sur gazon 2024
Navigation
Saint Michael 2023 2026
La Coupe des Amériques féminine espoirs de hockey sur gazon 2024 se déroule à Surrey au Canada parallèlement au tournoi masculin du 3 au 12 juillet 2024.

## Équipes qualifiées
Les 6 équipes ont directement été choisies par la Fédération panaméricaine de hockey pour participer à la Coupe d'Amérique 2024:
- Argentine
- Canada
- Chili
- Mexique
- Uruguay
- États-Unis

## Déroulement de la compétition

### Premier tour
Les six participants qui sont répartis dans un seul groupe de 6 équipes au premier tour concourent pour quatre places à la Coupe du monde 2025. Le format est celui d'un tournoi toutes rondes simple : chaque équipe joue un match contre les cinq autres équipes au sein du même groupe,,.
À l'issue du premier tour, les quatre premiers se qualifient pour les demi-finales tandis que les deux derniers s'affrontent dans un match pour la 5e place. En plus de leur qualification pour les demi-finales, les quatre premiers se qualifient également pour la Coupe du monde 2025,.
Légende:
- Tour pour les médailles
- Match pour la 5e place

| Rang | Équipe       | Pts | J | G | N | P | Bp | Bc | Diff |
| ---- | ------------ | --- | - | - | - | - | -- | -- | ---- |
| 1    | Argentine    | 15  | 5 | 5 | 0 | 0 | 29 | 0  | +29  |
| 2    | États-Unis T | 12  | 5 | 4 | 0 | 1 | 21 | 8  | +13  |
| 3    | Chili        | 9   | 5 | 3 | 0 | 2 | 13 | 9  | +4   |
| 4    | Uruguay      | 6   | 5 | 2 | 0 | 3 | 17 | 8  | +9   |
| 5    | Canada H     | 3   | 5 | 1 | 0 | 4 | 5  | 22 | -17  |
| 6    | Mexique      | 0   | 5 | 0 | 0 | 5 | 3  | 41 | -38  |

| 3 juillet 2024 | Argentine  | 12 - 0 | Mexique    |
| 3 juillet 2024 | États-Unis | 2 - 1  | Uruguay    |
| 3 juillet 2024 | Canada     | 1 - 4  | Chili      |
| 4 juillet 2024 | Argentine  | 3 - 0  | Uruguay    |
| 4 juillet 2024 | États-Unis | 4 - 2  | Chili      |
| 4 juillet 2024 | Mexique    | 1 - 2  | Canada     |
| 6 juillet 2024 | Mexique    | 1 - 11 | États-Unis |
| 6 juillet 2024 | Chili      | 2 - 1  | Uruguay    |
| 6 juillet 2024 | Canada     | 0 - 9  | Argentine  |
| 7 juillet 2024 | Chili      | 5 - 1  | Mexique    |
| 7 juillet 2024 | États-Unis | 0 - 3  | Argentine  |
| 7 juillet 2024 | Uruguay    | 4 - 1  | Canada     |
| 9 juillet 2024 | Argentine  | 2 - 0  | Chili      |
| 9 juillet 2024 | Uruguay    | 11 - 0 | Mexique    |
| 9 juillet 2024 | Canada     | 1 - 4  | États-Unis |

### Tour de classement

#### Match pour la5eplace
| Match 16              | Canada                                                                      | 6 - 0   | Mexique |                                                                         |                                                                         |
| 10 juillet 2024 11h15 | Leahy 18e, 34e · McCusker 26e · Poulakis 44e · M. Stelling 58e · Girgis 60e | (2 - 0) |         | Arbitrage : Claudia Montino Sofía Aleman Arbitre vidéo : Macarena Dieni | Arbitrage : Claudia Montino Sofía Aleman Arbitre vidéo : Macarena Dieni |
| 10 juillet 2024 11h15 | Rapport                                                                     |         |         | Arbitrage : Claudia Montino Sofía Aleman Arbitre vidéo : Macarena Dieni | Arbitrage : Claudia Montino Sofía Aleman Arbitre vidéo : Macarena Dieni |

### Tour pour les médailles

#### Tableau
|  | Demi-finales    | Demi-finales    | Demi-finales    | Demi-finales    |                               |           | Finale          | Finale          | Finale          | Finale          |
|  |                 |                 |                 |                 |                               |           |                 |                 |                 |                 |
|  | 10 juillet 2024 | 10 juillet 2024 | 10 juillet 2024 | 10 juillet 2024 |                               |           | 12 juillet 2024 | 12 juillet 2024 | 12 juillet 2024 | 12 juillet 2024 |
|  | 1               | Argentine       | 5               | 5               |                               |           | 12 juillet 2024 | 12 juillet 2024 | 12 juillet 2024 | 12 juillet 2024 |
|  | 1               | Argentine       | 5               | 5               |                               |           | 12 juillet 2024 | 12 juillet 2024 | 12 juillet 2024 | 12 juillet 2024 |
|  | 4               | Uruguay         | 0               | 0               |                               |           | 12 juillet 2024 | 12 juillet 2024 | 12 juillet 2024 | 12 juillet 2024 |
|  | 4               | Uruguay         | 0               | 0               | 1                             | Argentine | 3               | 3               |                 |                 |
|  | 10 juillet 2024 |                 |                 |                 | 1                             | Argentine | 3               | 3               |                 |                 |
|  |                 |                 | 2               | États-Unis      | 1                             | 1         |                 |                 |                 |                 |
|  | 2               | États-Unis      | 2               | États-Unis      | 1                             | 1         | 1 (4)tab        | 1 (4)tab        |                 |                 |
|  | 2               | États-Unis      |                 |                 |                               |           |                 | 1 (4)tab        |                 |                 |
|  | 3               | Chili           | 1 (3)           | 1 (3)           |                               |           |                 |                 |                 |                 |
|  | 3               | Chili           | 1 (3)           | 1 (3)           | Match pour la troisième place |           |                 |                 |                 |                 |
|  |                 |                 |                 |                 |                               |           |                 |                 |                 |                 |
|  | 12 juillet 2024 |                 |                 |                 |                               |           |                 |                 |                 |                 |
|  | 4               | Uruguay         | 0               | 0               |                               |           |                 |                 |                 |                 |
|  | 4               | Uruguay         | 0               | 0               |                               |           |                 |                 |                 |                 |
|  | 3               | Chili           | 1               | 1               |                               |           |                 |                 |                 |                 |
|  | 3               | Chili           | 1               | 1               |                               |           |                 |                 |                 |                 |

#### Match pour la3eplace
| Match 19              | Chili        | 1 - 0   | Uruguay |                                                                          |                                                                          |
| 12 juillet 2024 12h30 | Irazoqui 43e | (0 - 0) |         | Arbitrage : Allison Mikelson Ana Vázquez Arbitre vidéo : Nora Struchtrup | Arbitrage : Allison Mikelson Ana Vázquez Arbitre vidéo : Nora Struchtrup |
| 12 juillet 2024 12h30 | Rapport      |         |         | Arbitrage : Allison Mikelson Ana Vázquez Arbitre vidéo : Nora Struchtrup | Arbitrage : Allison Mikelson Ana Vázquez Arbitre vidéo : Nora Struchtrup |

#### Finale
| Match 20              | États-Unis          | 1 - 3   | Argentine                              |                                                                            |                                                                            |
| 12 juillet 2024 17h00 | Mendez-Trendler 21e | (1 - 2) | 8e L. Pisthon · 9e Falasco · 48e Arias | Arbitrage : Claudia Montino Victoria Pazos Arbitre vidéo : Nora Struchtrup | Arbitrage : Claudia Montino Victoria Pazos Arbitre vidéo : Nora Struchtrup |
| 12 juillet 2024 17h00 | Rapport             |         |                                        | Arbitrage : Claudia Montino Victoria Pazos Arbitre vidéo : Nora Struchtrup | Arbitrage : Claudia Montino Victoria Pazos Arbitre vidéo : Nora Struchtrup |

## Statistiques

### Buteuses

#### 7 buts
- Catalina Stamati

#### 6 buts
- Pilar Pisthon

#### 5 buts
- Valentina Ferola

#### 4 buts
- Olivia Bent-Cole
- Daniela Mendez-Trendler

#### 3 buts
- Sol Guignet
- Emma Knobl
- Lourdes Pisthon
- Kenzie Girgis
- Elisa Civetta
- Carolina Curcio
- Pilar Lemoine
- Jans Croon

#### 2 buts
- Ariana Arias
- Victoria Falasco
- Sol Olalla
- Brisa Ruggeri
- Grace Leahy
- Victoria Arrieta
- Josefina Gutiérrez
- Francisca Irazoqui
- Isabel Oyaban
- Jacinta Solari
- Agustina Díaz
- Lucy Adams
- Maci Bradford
- Hope Rose

#### 1 but
- Agustina Miranda
- Malena Sabez
- Stella Goddard-Despot
- Stella Malinowski
- Brooke McCusker
- Nicole Poulakis
- Mikayla Stelling
- Shannon Stelling
- Martina Gago
- María Goñi
- Monserrat Obon
- Ignacia Orellana
- Laura Salamanca
- Valeria Espinoza
- Itzel García
- Cristina Ortiz
- Justina Arregui
- Chiara Curcio
- Lupe Curutchague
- Josefina Mari
- Paula Pérez
- Eugenia Rodríguez
- Mia Abello
- Ella Gaitan
- Ryleigh Heck
- Ava Moore
- Mia Myklebust
- Mia Schoenbeck

### Classement final
| Rang                         | Équipe       | J | V | N | P | BP | BC | +/- | Pts |
| ---------------------------- | ------------ | - | - | - | - | -- | -- | --- | --- |
| Médaille d'or, Amérique      | Argentine    | 7 | 7 | 0 | 0 | 37 | 1  | +36 | 21  |
| Médaille d'argent, Amérique  | États-Unis T | 7 | 4 | 1 | 2 | 23 | 12 | +11 | 13  |
| Médaille de bronze, Amérique | Chili        | 7 | 4 | 1 | 2 | 15 | 10 | +5  | 13  |
| 4                            | Uruguay      | 7 | 2 | 0 | 5 | 17 | 14 | +3  | 6   |
| Éliminés au premier tour     |              |   |   |   |   |    |    |     |     |
| 5                            | Canada H     | 6 | 2 | 0 | 4 | 11 | 22 | -11 | 6   |
| 6                            | Mexique      | 6 | 0 | 0 | 6 | 3  | 47 | -44 | 0   |

|  | Nation qualifiée pour la Coupe du monde espoirs 2025 en tant que les 3 meilleures équipes continentales |
|  | Nation qualifiée pour la Coupe du monde espoirs 2025 en tant que quota supplémentaire                   |

1. ↑  Le Chili est déjà qualifié pour la Coupe du monde espoirs 2025 en tant que pays hôte.

### Joueuses récompensées
Après la finale entre l'Argentine et les États-Unis, la PAHF dévoile les trois joueuses recompensées par trois prix différents,:
- Meilleure buteuse :  Catalina Stamati
- Meilleure joueuse :  Valentina Ferola
- Meilleure gardienne de but :  Alyssa Klebasko